# Zasłonięta Szczelina
Zasłonięta Szczelina – jaskinia w Dolinie Kościeliskiej w Tatrach Zachodnich. Wejście do niej znajduje się w żlebie Żeleźniak, w zboczu Raptawickiej Grani, na wysokości 1255 metrów n.p.m. Jaskinia jest pozioma, a jej długość wynosi 7 metrów.

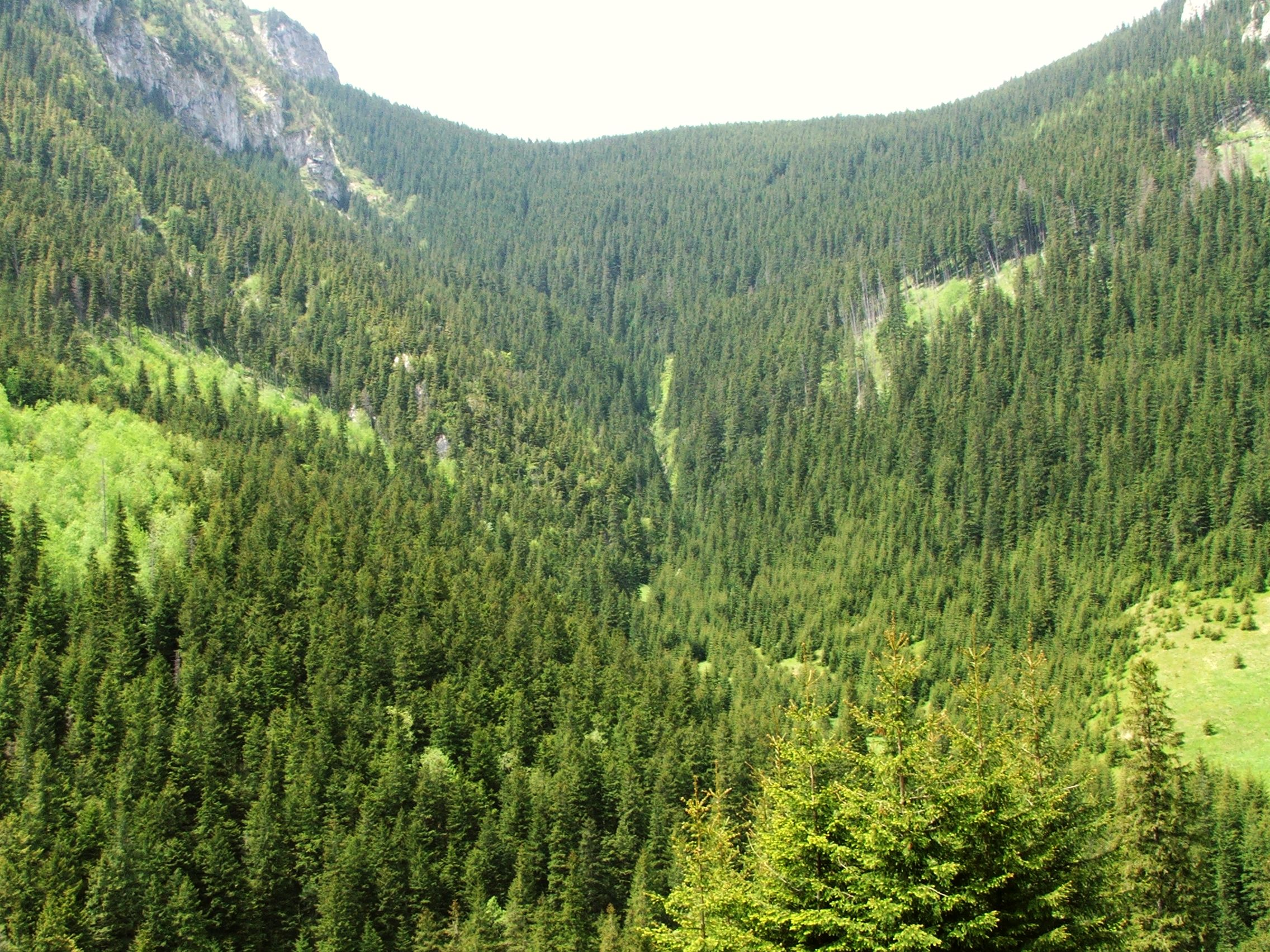
Żleb Żeleźniak. Widok z Hali Pisanej

## Opis jaskini
Jaskinię stanowi poziomy, szczelinowy i wąski korytarzyk zaczynający się w niewielkim otworze wejściowym, a kończący szczeliną nie do przejścia.

## Przyroda
W jaskini można spotkać nacieki grzybkowe. Ściany są wilgotne, rosną na nich paprocie, mchy i porosty.

## Historia odkryć
Brak jest danych o odkrywcach jaskini. Jej pierwszy plan i opis sporządziła I. Luty przy pomocy J. Łabęckiej w 2003 roku.